# قصر كوردان
قصر كوردان أحد المعالم التاريخية لمدينة عين ماضي بولاية الأغواط الجزائرية.
هذا القصر شيده أحمد عمار التيجاني (1850-1897) الخليفة الرابع للطريقة التيجانية ليكون مسكنا لأوريلي بيكار زوجته التي ظفر بها من منفاه بفرنسا سنة 1870 .

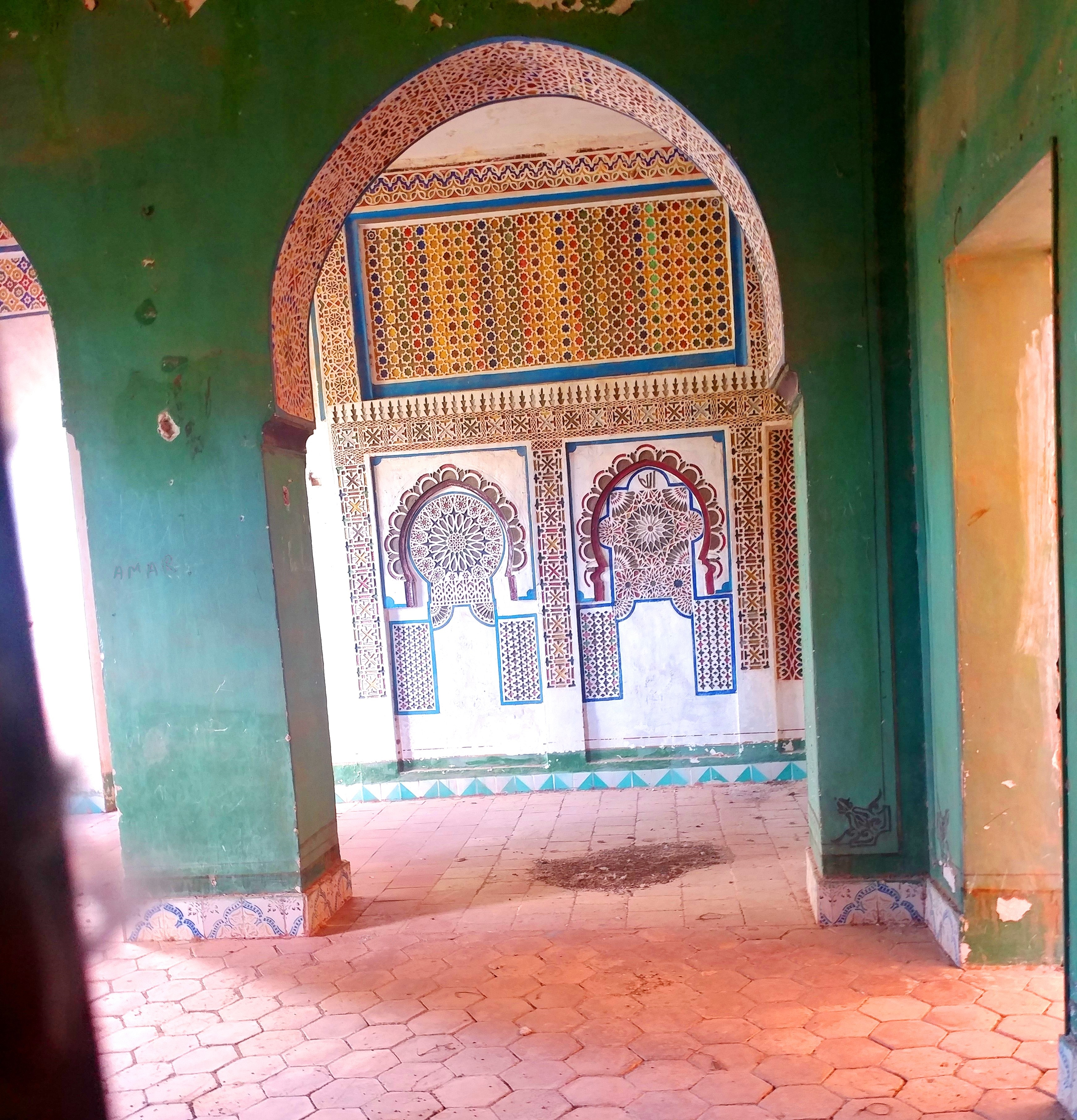
قصر كوردان من الداخل

في عهده كان قصر كوردان جنة حقيقية، لكنه اليوم بقايا هيكل مهجور إلا من زوار لا يطلعون على داخله المقفل ولا على مقتنياته المفقودة والتي لا يعرف مصيرها.
ليس هناك إلا أجزاء سيارة من مطلع القرن العشرين وعربة حصان أنيقة في الطابق الأرضي كثير المداخل .

## الأجنحة والقاعات
حيث يتكون من مبنى يطل على مساحة خضراء التي تشكل المدخل الرئيسي، يمتد على يساره بهو طويل على شكل أقواس يتكون من غرف مربعة الشكل، وعن يمينه حديقتان لعدة أنواع من الأشجار والنباتات يفصل بينهما ممر، يتفرع إلى جزئين الجزء الذي على اليمين يشمل ضريح ومرقد سيدي أحمد عمار التجاني ومقبرة محاذية له مخصصة لأشراف وأبناء وأحفاد سيدي أحمد التجاني، أما الجزء الذي على اليسار فإنه يؤدي مباشرة إلى باب القصر.
.

## الرياض الصغير
في الساحة المحيطة بالقصر نخيل واشجار واخضرار و ماء يسيل يعطينا صورة عن جنة أوريلي وعمار التيجاني, وغير بعيد عن القصر ضريح عمارالتيجاني وابنه محمد التيجاني, وبجوار الضريحين مقبرة لبعض موتى العائلة التيجانية تتصدرهم أوريلي باشاره على شاهدتها أنها لقيت ربها على دين الإسلام .
.

## مزار سياحي
يعتبر قصر كوردان ثاني أهم معالم التيجانية بعد قصر عين ماضي العتيق الموجودان بولاية الأغواط بالضبط في مدينة عين ماضي، التي تعتبر المقر العام للزاوية التيجانية في العالم، وهو معلم يقصده السواح والزوار من كل أنحاء العالم على غرار مريدي الطريقة التجانية داخل وخارج الوطن.
.

### مواضيع ذات صلة
- عين ماضي

### فيديوهات
- أجمل فيديو يمكن أن تراه لقصر كوردان بعين ماضي بالأغواط تحفة معمارية و تاريخ متجذر على يوتيوب.